# Frogstone
Frogstone (1998-d.d.), dansk rockband, der med et melodisk afsæt tager udgangspunkt i den britiske sangskrivertradition. Har bl.a. optrådt i TV2 programmet Snurre Snups Søndagsklub (2004) og givet interview til P3 programmet Popshop (2001). 
Har udsendt de to albums "Swinging With The Pendulum" (2001) og "Brisbane" (2004). Bandet har kunne høres på bl.a. P3, P4 og andre danske radiostationer. Har udsendt et antal musikvideo'er, hvoraf musikvideoen "The Right Way" bl.a. er blevet sendt på MTV Nordic samt været nomineret til "Årets Danske Musikvideo" i DR musikprogrammet Boogie.[kilde mangler]

## Diskografi
Albums
- Swinging With The Pendulum (2000) (T / FROGALBUM 2001-01)
- Brisbane (2004)

Singler
- "Let's Go 'Round The World" (2000)
- "Don't Leave Me Here In The Dark" (2000)
- "The Right Way" (2001)
- "Caught You Counting All My Money" (2001)
- "Santa's In Town" (2003)
- "Milky Way" (2004)
- "Brisbane" (2004)